# Viktor Savinykh
Viktor Petrovich Savinykh (Berezkiny, 7 de março de 1940), é um ex-cosmonauta soviético.
Formado em engenharia e cartografia, foi selecionado como cosmonauta em 1 de dezembro de 1978. Voou ao espaço três vezes, como engenheiro de voo na Soyuz T-4, Soyuz T-13 e na Soyuz TM-5. 
Passou 252 dias 17 horas 38 minutos em órbita. Savinykh foi premiado por duas vezes como Herói da União Soviética em 1981 e 1985.
Aposentou-se em 9 de fevereiro de 1989 e tornou-se membro da Academia Russa de Ciências em 2006.